# Kõbajalaid
Kõbajalaid är en ö i Estland. Den ligger i landskapet Läänemaa, i den västra delen av landet, 120 km sydväst om huvudstaden Tallinn.
Inlandsklimat råder i trakten. Årsmedeltemperaturen i trakten är 5 °C. Den varmaste månaden är augusti, då medeltemperaturen är 16 °C, och den kallaste är januari, med −6 °C.